# نازعة أسيتيلاز الهستون 1
نازعة أسيتيلاز الهستون 1 (HDAC1) هو إنزيم يرمز لدى البشر بواسطة الجين HDAC1 .

## الوظيفة
تلعب أستلة ونزع أستلة الهستون [الإنجليزية] التي تحفزها معقدات متعددة الوحدات الفرعية دورا مفتاحيا في تنظيم التعبير الجيني لدى حقيقيات النوى. ينتمي البروتين المرمز بهذا الجين إلى عائلة نازع الهستون/acuc/ألفا وهو مكوِّن من مكونات معقد نازع الأسيتيلاز. يتآثر هذا البروتين كذلك مع البروتين المثبط لورم أرومة الشبكية وهذا المركب منهما عنصر مفتاحي في التحكم في التكاثر والتمايز الخلوي. يقوم هذا البروتين مع البروتين المرتبط بالانبثاث [الإنجليزية] (MTA2) بنزع أسيل بي53 ويعدلان تأثيراته على نمو الخلية والاستماتة.

## الكائنات النموذجية
استُخدمت كائنات نموذجية لدراسة وظيفة نازعة أسيتيلاز الهستون 1، وتم توليد سلالة فأر معطل الجين مشروطة سميت Hdac1tm1a(EUCOMM)Wtsi كجزء من برنامج الاتحاد الدولي للفأر معطل الجين [الإنجليزية] -وهو برنامج تطفير عالي الإنتاج لتوليد وتوزيع نماذج حيوانية للعلماء المهتمين بها- في معهد ويلكوم سانجر [الإنجليزية]. خضعت إناث وذكور الحيوانات لكشف النمط الظاهري لتحديد تأثيرات الحذف. أجري 25 اختبارا وأُبلغ عن نمطين ظاهريين. تم تحديد عدد منخفض من الأجنة متماثلة الزيجوت المتطفرة أثناء الحمل ولا أحد منها بقي على قيد الحياة حتى الفطام. جرت الاختبارات الأخرى على فئران بالغة متغايرة الزيغوت متطفرة، ولم تُلاحظ أي تغيرات غير طبيعية معتبرة لدى هذه الحيوانات.
| الخاصية                             | النمط الظاهري |
| ----------------------------------- | ------------- |
| حيوية تماثل الزيغوت                 | غير طبيعي     |
| دراسة تنحي القاتل                   | غير طبيعي     |
| الخصوبة                             | طبيعي         |
| وزن الجسم                           | طبيعي         |
| القلق                               | طبيعي         |
| التقييم العصبي                      | طبيعي         |
| قوة القبضة                          | طبيعي         |
| الصفيحة الساخنة [الإنجليزية]        | طبيعي         |
| التمسخ                              | طبيعي         |
| قياس السعرات اللامباشر [الإنجليزية] | طبيعي         |
| اختبار تحمل الجلوكوز                | طبيعي         |
| استجابة جذع الدماغ السمعية          | طبيعي         |
| ديكسا                               | طبيعي         |
| التصوير الشعاعي                     | طبيعي         |
| حرارة الجسم                         | طبيعي         |
| مورفولوجيا العين                    | طبيعي         |
| الكيمياء السريرية                   | طبيعي         |
| علم الدم                            | طبيعي         |
| لمفاويات الدم المحيطية [الإنجليزية] | طبيعي         |
| اختبار النواة الصغيرة [الإنجليزية]  | طبيعي         |
| وزن القلب                           | طبيعي         |
| مرضيات أنسجة الدماغ                 | طبيعي         |
| مرضيات أنسجة العين                  | طبيعي         |
| الإصابة بالسلمونيلا                 | طبيعي         |
| الإصابة بالليمونية                  | طبيعي         |
| جميع الاختبارات والتحاليل من        |               |

## تآثرات
ثبت أن إنزيم نازعة أسيتيلاز الهستون 1 يتآثر مع:
- مستقبل الأندروجين[13]
- BCL6[14][15]
- BTG2[16][17]
- BUB1B[18]
- BUB1[18]
- BUB3[18]
- CBFA2T3[19][20]
- CDC20[18]
- CDH1[18]
- CHD3[21][22]
- CHD4[21][23][24]
- COUP-TFII[25]
- CTBP1[26][27][28]
- DDX17[29]
- DDX5[29]
- DNMT3A[30]
- DNMT3L[31][32]
- البروتين المرتبط بالموت6[33]
- EED[34]
- EVI1[35][36]
- EZH2[34]
- FKBP3[37]
- GATA1[38]
- HMG20B[39]
- HSPA4[40]
- HUS1[41]
- نازعة أسيتيلاز الهستون 2[21][23][34][39][40][42][43][44][45][46][47][48][49]
- بروتين صندوق التماثل TGIF1[26][50]
- عامل الخلية المضيفة C1[51]
- IFRD1[52]
- IKZF1[53][54]
- ING1[22][55]
- MBD3[47][56][57]
- MIER1[58]
- MLL[59]
- MTA1[23][60]
- MTA2[23][47][61][62]
- Mad1[18]
- Mdm2[63]
- البروتين المرتبط بميثيل-CpG‏ 2[47][64][65]
- الأمهات ضد نديد ديكابنتاليجك 2 [الإنجليزية][66]
- MyoD[67][68]
- NFKB1[69]
- المثبط المساعد للمستقبل النووي 2[42][70]
- P21[71]
- PCNA[72]
- PHF21A[39][73]
- بروهيبتين[74][75]
- بروتين لوكيميا السلائف النقوية[76][77]
- RAD9A[41]
- RBBP4[23][24][47][48][49][61][64][78][79][80][81]
- RBBP7[23][47][49][64]
- RCOR1[39][61]
- RELA[46][69][82]
- RFC1[83]
- بروتين ورم أرومة الشبكية[67][75][84][85][86][87][88]
- بروتين مماثل لبروتين ورم أرومة الشبكية 1[84][85]
- بروتين مماثل لبروتين ورم أرومة الشبكية 2[84][89]
- SAP30[22][47][90][91][92][93]
- SATB1[62]
- SIN3A[21][22][23][24][47][48][61][62][78][79][94][95][96][97]
- SIN3B[47][53]
- SPEN[98]
- SUDS3[94][99]
- SUV39H1[100]
- عامل النسخ Sp1[79][101][102][103]
- TOP2A[104][105]
- TOP2B[104][105]
- بروتين محتوي على أصبع الزنك ونطاق BTB 16.[14][106][107]